# Obernstraße (Bremen)
Die Obernstraße ist als Teil einer weitläufigen Fußgängerzone die Haupteinkaufsstraße in Bremen. Sie führt in Ost-West-Richtung vom Marktplatz und Unser-Lieben-Frauen-Kirchhof bis zum Ansgarikirchhof und mündet dort in die Hutfilterstraße, mit der sie einen zusammenhängenden Straßenzug bildet.
Die Querstraßen wurden benannt u. a. als Sögestraße, Kleine und Große Waagestraße, Kahlenstraße, Pieperstraße (Bremen) nach den Pfeifern, die hier im Mittelalter als Stadtpfeifern der Stadtmusikanten wohnten und Papenstraße nach der niederdeutschen Bezeichnung für die Pfaffen, also Pfarrern oder Pastoren (lateinisch papa = Vater = Pastor).
In einem Ranking der meistfrequentierten Einkaufsstraßen in Deutschland 2021 belegt die Obernstraße einen der letzten von 63 Plätzen mit 3534 Passanten je Stunde.

## Geschichte

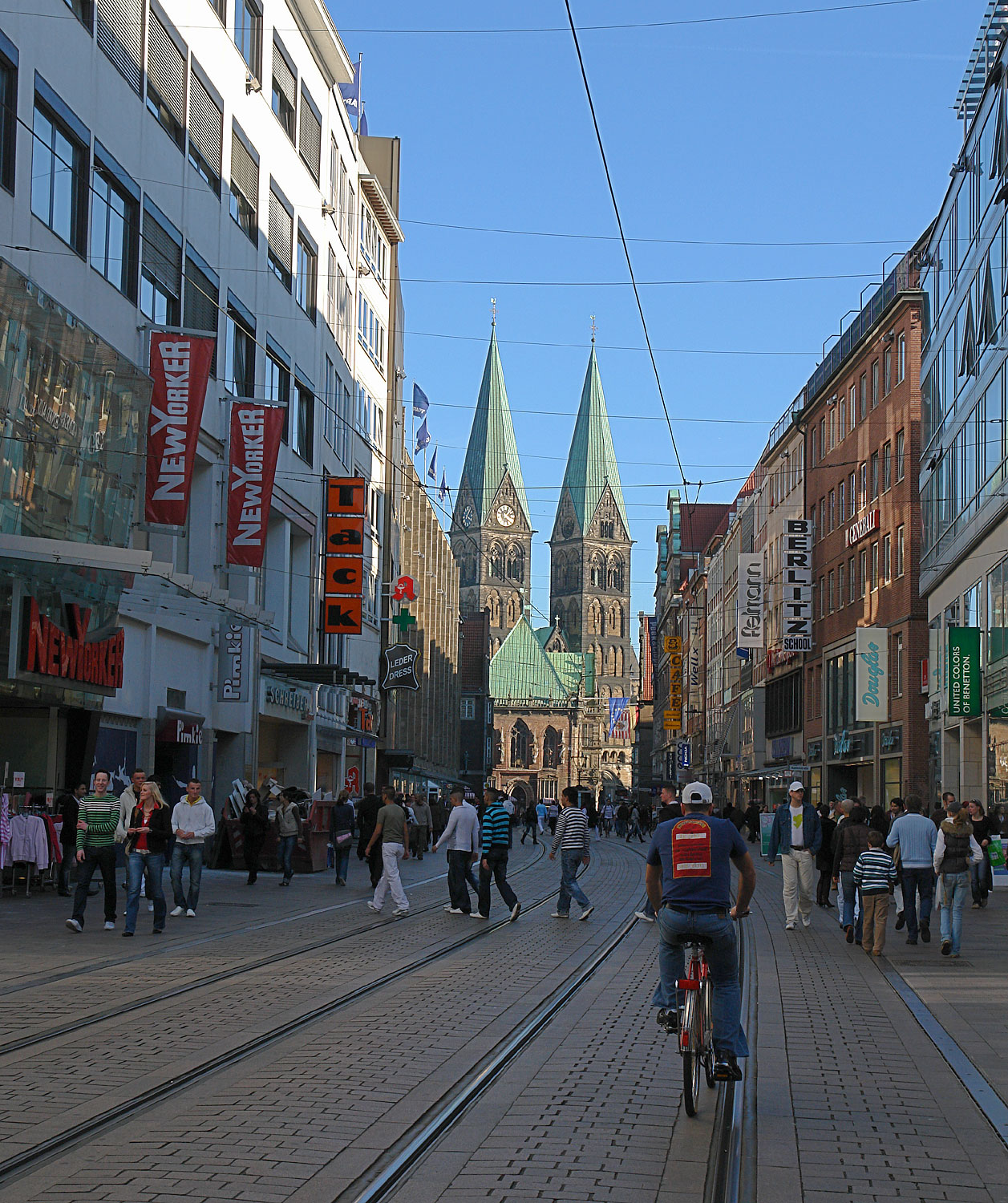
Obernstraße mit Blick auf den Dom

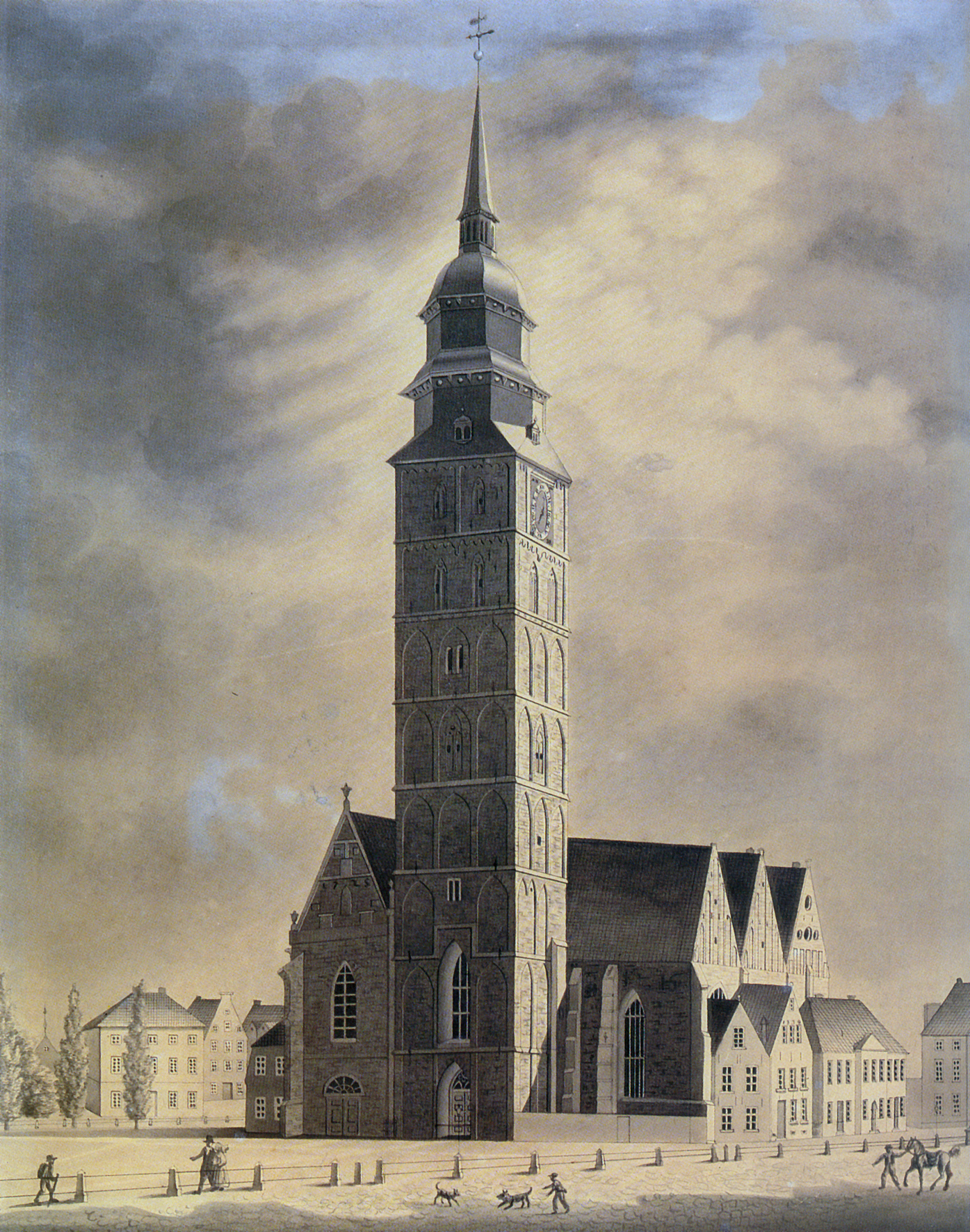
St. Ansgarii um 1839

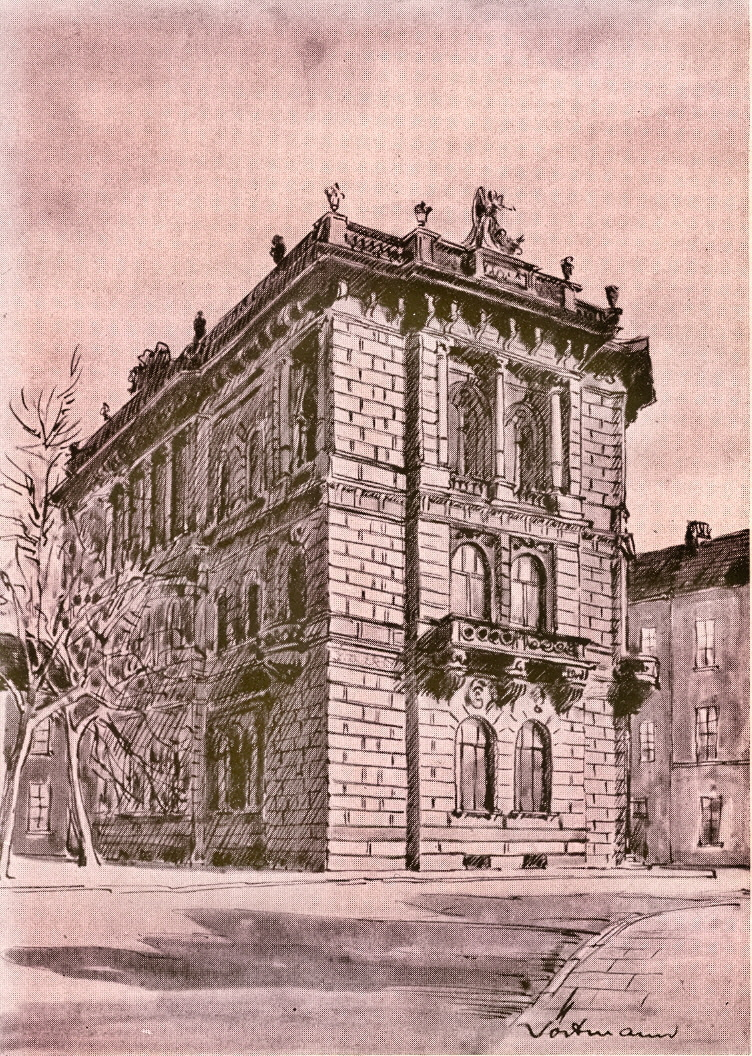
Von 1882 bis 1906
Sparkasse Bremen
Ecke Obernstraße/Papenstraße

### Name
Die Obernstraße wurde nach ihrer Lage im höheren (overen = oberen) Bereich der Altstadt auf der Bremer Düne und nach der Flurbezeichnung platea superior (1157 erwähnt) benannt. Sie lag oberhalb der parallel verlaufenden Langenstraße und deutlich höher als die an der Weser gelegenen Tiefer. 1374 wurde sie als Overenstrate bezeichnet.

### Entwicklung
Die Straße gehörte neben der Langenstraße und Sögestraße zu den ersten Hauptstraßen des mittelalterlichen Bremens. 1157 wurde sie erstmals im Zusammenhang mit einer Schenkung (Bremer Weidebrief) an das Domkapitel als „platea superior civitas“ erwähnt. Das erste Bremer Rathaus hatte im 13. Jahrhundert seinen Standort an der Ecke Obernstraße/Sögestraße. Seit 1649 wurde die Obernstraße, die – wie es in Ratsunterlagen aus jener Zeit lautet – „die vornembste Anpassage und gleichsamb eine Zier unde Ornament dieser guten Stadt sein solte.“ regelmäßig gereinigt.
Im Mittelalter verband die Straße die Kirchensprengel Unser Lieben Frauen und St. Stephani. Die gotische Hallenkirche St. Ansgarii wurde 1944 durch den Einsturz des Turmes zerstört und ihre Ruine in mehreren Etappen bis 1956 abgerissen. An ihrer Stelle wurde das Kaufhaus Hertie errichtet, welches in den 1980er Jahren einem Neubaukomplex weichen musste.
An den eindrucksvollen Kirchenbau erinnern heute nur noch der Name Ansgarii-Kirchhof und eine Stele auf dem Platz. Eine Platte auf der südöstlichen Ecke des Platzes weist auf den Ort der Turmspitze hin, die Carl Friedrich Gauß, Johann Hieronymus Schroeter, Heinrich Wilhelm Olbers und Friedrich Wilhelm Bessel als trigonometrischen Vermessungspunkt genutzt haben.
Noch am Anfang des 19. Jahrhunderts prägten überwiegend Wohnhäuser die Straße. Von 1821 bis 1824 wohnte auch die Serienmörderin Gesche Gottfried in der Obernstraße. Nach und nach wurden die Wohnhäuser durch Kontor- und Ladengebäude im historisierenden Stil der zweiten Hälfte des 19. Jahrhunderts ersetzt.
1845 zog die Sparkasse Bremen in die Obernstraße 11 (heute 17–19) in gemietete Räume um und erwarb das Haus 1853. Sie hatte von 1882 bis 1906 ihr drittes Geschäftsgebäude an der Ecke Obernstraße/Papenstraße.
Für den monumentalen Neubau des von 1930 bis 1932 errichteten Kaufhauses Karstadt mussten mehrere Altbauten an der Nordseite der Obernstraße weichen.
1944 wurden im Zweiten Weltkrieg fast alle Gebäude an der Obernstraße total zerstört. Das Bank- und Kaufhaus Obernstr 2–12 der Schröder-Bank bzw. der Norddeutschen Kreditbank, in welchem sich heute das Kaufhaus Peek&Cloppenburg befindet, blieb erhalten. Das ausgebrannte Karstadthaus wurde unter Erhaltung der Fassade wiederaufgebaut.
Heute befinden sich in der Obernstraße fast ausschließlich Kaufhäuser und Einzelhandelsgeschäfte sowie in den Obergeschossen überwiegend Büros.

### Verkehr
Die Straßenbahn Bremen fährt seit 1879 durch die Obernstraße, zunächst als Pferdebahn, seit 1900 elektrifiziert.
Seit Dezember 1963 ist die Obernstraße eine Fußgängerzone – damals allerdings zunächst nur zwischen Pieperstraße und Liebfrauenkirchhof, und frühmorgens von 6 bis 10 Uhr durfte der Lieferverkehr auf der Südseite halten. Die Straßenbahn blieb und richtete damals zwischen Brill und Marktplatz die neue Haltestelle "Obernstraße" ein, zunächst östlich der Pieperstraße, seit 1965 weiter östlich direkt vor den Karstadt-Eingang.
Die Straßenbahn Bremen fährt heute durch die Obernstraße mit der Linie 2 (Gröpelingen – Sebaldsbrück) und Linie 3 (Gröpelingen – Weserwehr).

## Gebäude
- Eckhaus Obernstraße/Unser-Lieben-Frauen-Kirchhof: Haus Rohlandseck nach Plänen von Carl Eeg von 1914 bzw. 1959
- Nr. 1: Einrichtungshaus Carl Haake um 1849
- Nr. 2–12: Bank- und Kaufhaus Obernstraße 2–12: Neues Bankgebäude von 1923 bis 1931 Bankhaus J. F. Schröder nach Plänen von Wellermann und Frölich, von 1931 bis um 2000 Norddeutsche Kreditbank, seit 1980 auch Sitz der Bremer Börse, seit 2003 Umbau zum Kaufhaus Peek & Cloppenburg nach Plänen von Manfred Schomers und Rainer Schürmann
- Nr. 5–19, später 5–33: Karstadt-Geschäftshaus nach Plänen von Friedrich Neumark und Heinrich Wilhelm Behrens von 1930–32, das Gebäude ist erhalten, Fassade unter Denkmalschutz
- Nr.?/Ecke Kreyenstraße: Wohnturm der Casalbruderschaft im 14. Jahrhundert, Wohnhaus von Kaufmann Burchard Lösekanne bis 1654
- Nr. 10: Maklerfirma von Franz Neelmeyer von 1907 bis 1923
- Nr. 11: Druckerei von Friedrich Adolph Dreyer um 1824, Buchhandlung „Museum der neuen Literatur“ von Carl Schünemann um 1830 bis 1833, später Einrichtungshaus Carl Haake
- Nr. 14: 1903 bis 1943: Buch- und Kunsthandlung Franz Leuwer, Haus 1943 schwer beschädigt
- Nr. 20: Café Jacobs nach Plänen von Julius Schulte-Frohlinde stand von 1950 bis 2018.
- Nr. 21–27, später 21–33: Kaufhaus Heymann & Neumann, 1912, Erweiterung und Umbau 1929–30, Architekten Behrens und Neumark, Bremen. 1934 arisiert durch Gustav Cords, Berlin. 1944 zu 1/3 zerstört, um 1953 abgebrochen.
- Nr. ?: Sparkasse Bremen von 1845 bis 1882
- Nr. 32: Werkstatt, Laden sowie Wohnungen der Silberwarenmanufaktur Koch & Bergfeld von 1863 bis 1875
- Nr. 35: Buchhandlung von Carl Schünemann von 1833 bis 1835
- Ecke Obernstraße/Papenstraße: Neues Bankgebäude der Sparkasse Bremen nach Plänen von Johann Georg Poppe von 1882 bis 1918
- Nr. 45: Seit 1823 Geschäft des Uhrmachers und Fotografen Peter Heinrich August Wolff
- Nr. 66: Hertie Waren- und Kaufhaus von 1960er Jahre bis 1986, Neubau des „Bremer Carrée“
- Nr. 78/80: Bremische Volksbank bis 1941

### Persönlichkeiten
Die Obernstraße war in früheren Jahrhunderten auch der Wohnsitz von Bremer Persönlichkeiten:
- Nikolaus Hemeling (vor 1361–1391), Bremer Bürgermeister
- Gerhard Castendyk (1769–1801), Advokat und Bremer Senator (1798–1801)
- Simon Henrich Gondela (1765–1832), Advokat und Bremer Senator (1792–1816)
- Albert Löning (1767–1849), Kaufmann und Bremer Senator (1816–1849), wohnte Obernstraße 12 um 1812 bis 1841 und dann Am Wall
- Gesche Gottfried, die Giftmörderin wohnte um 1823/24 in der Obernstraße

## Denkmalschutz
Folgende heutige Gebäude stehen unter Denkmalschutz:
- Obernstraße / Ecke Sögestraße 1: Geschäftshaus (ex Brinkmann und Lange)
- Obernstraße / Ecke Kirchhof 26: Haus Rohlandseck, Wohn- und Geschäftshaus
- Obernstraße / Ecke Sögestraße: Kaufhausfassade Karstadt
- Obernstraße 2 bis 12: Schröderbank bzw. der Norddeutschen Kreditbank, heute Kaufhaus Peek&Cloppenburg

→ Siehe dazu die Liste der Kulturdenkmäler in Bremen-Mitte

## Denkmale
- Tierbrunnen aus Bronze und Messing-Kupfer, Ecke Obernstraße/Sögestraße von Manfred Lohrengel (1974)
- An der Ecke Obernstraße/Ansgarikirchhof ist eine Hinweistafel zu den Vermessungsarbeiten von Heinrich Wilhelm Olbers. Der Fundamentalpunkt lag zirka zehn Meter entfernt im Gebäude des heutigen Hanse Carrée.